# 포천 영평리 선정비
포천 영평리 선정비는 대한민국 경기도 포천시 영중면 영평리, 영평초등학교 앞에 있는 선정비이다. 1986년 4월 9일 포천시의 향토유적 제37호로 지정되었다.

## 개요
조선후기 포천에 파견된 관리들을 기리기 위해 세운 비석이다.

## 같이 보기
- 영평초등학교